# Alte Synagoge (Bjelovar)

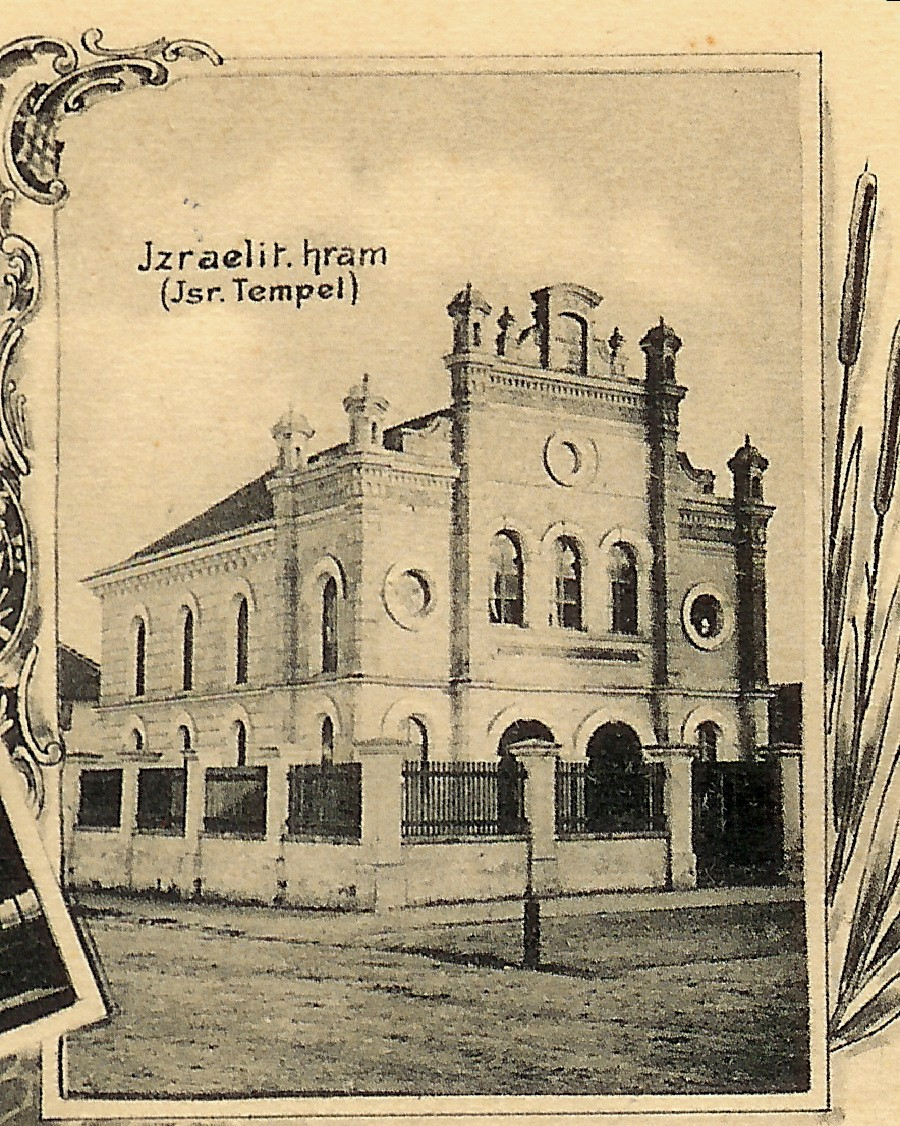
Postkarte der Alten Synagoge in Bjelovar (vor 1914)

Die Alte Synagoge in Bjelovar, einer kroatischen Stadt in der Gespanschaft Bjelovar-Bilogora, wurde 1882 errichtet und 1917 zerstört, da die Neue Synagoge fertiggestellt wurde.
Die Synagoge war im Stil des Historismus errichtet.